# Kamille (Matricaria)
 For alternative betydninger, se Kamille. (Se også artikler, som begynder med Kamille)
Kamille (Matricaria) er en slægt med arter, der er udbredt i Sydafrika, Nordafrika, Mellemøsten, Kaukasus, Centralasien, det Indiske Subkontinent, Østasien, Nordamerika og Europa. Det er én- eller flerårige urter med behageligt krydret duft. Væksten er krybende, opstigende eller opret og tæt forgrenet. Stænglerne er svagt furede og klæbrige med spredstillede blade. Bladene er flerdobbet fjersnitdelte med linjeformede, fint rundtakkede småblade. Blomsterne er samlet i endestillede kurve, der i visse tilfælde har randkroner og i andre ikke. Skivekronerne er rørformede med 4 eller 5 små tænder ved randen. Frugten er en nød uden fnok.
| Beskrevne arter |

- Vellugtende kamille (Matricaria recutita)
- Skivekamille (Matricaria discoidea)

| Andre arter |

- Matricaria aurea
- Matricaria chamomilla
- Matricaria nigellifolia